# 愛的幸運曲奇
《愛的幸運曲奇》是中国偶像组合SNH48的第三张EP，分北京版、上海版兩個版本推出，北京在2013年11月25日于SNH48網上官方商城与拍拍网开始预售，上海版在11月29日开始预售。
EP的北京版与上海版区别在于附赠的握手券使用地区的不同，其餘收录的曲目及附赠的DVD都是相同的。本张EP五首曲目均为AKB48歌曲的中文翻唱。

## 收录曲目
| CD       | CD                                           | CD         | CD         | CD                     | CD       | CD                       | CD    |
| 曲序     | 曲目                                         |            | 作曲       | 编曲                   | 演唱者   | 备注                     | 时长  |
| -------- | -------------------------------------------- | ---------- | ---------- | ---------------------- | -------- | ------------------------ | ----- |
| 1.       | 爱的幸运曲奇（原曲：《恋爱的幸运饼干》（恋するフォーチュンクッキー）） | 张畅       | 伊藤心太郎 | 武藤星儿               | 选拔組   | 原词：秋元康 原唱：AKB48 | 4:46  |
| 2.       | 浪漫圣诞夜（原曲：《耶诞夜》（ノエルの夜））           | 李郦       | 奥田       | 若田部城               | Team NII | 原词：秋元康 原唱：AKB48 | 4:14  |
| 3.       | 借口（原曲：《Maybe是藉口》（言い訳Maybe））            | 张畅       | 俊龙       | 野中MASA雄一           | Team SII | 原词：秋元康 原唱：AKB48 | 4:10  |
| 4.       | 开拓者（原曲：《Beginner》）                 | 上海星四芭 | 井上义正   | 井上义正               | Team SII | 原词：秋元康 原唱：AKB48 | 4:00  |
| 5.       | 生命之风（原曲：《風正在吹》（風は吹いている））           | 上海星四芭 | 河原岭旭   | 河原岭旭、野中MASA雄一 | Team SII | 原词：秋元康 原唱：AKB48 | 3:43  |
| 总时长： | 总时长：                                     | 总时长：   | 总时长：   | 总时长：               | 总时长： | 总时长：                 | 21:08 |

| DVD  | DVD                            |
| 曲序 | 曲目                           |
| ---- | ------------------------------ |
| 1.   | 爱的幸运曲奇（广州演唱会LIVE） |
| 2.   | 借口（广州演唱会LIVE）         |
| 3.   | 开拓者（广州演唱会LIVE）       |
| 4.   | 生命之风（广州演唱会LIVE）     |

特典
- 生写真（广州演唱会Live生写32张随机封入一张）[4]
- 愛的幸運曲奇发售纪念握手会活动现场握手券1张
- 成员官方Q版卡通贴纸

## 选拔成员

### 愛的幸運曲奇
（Center：許佳琪）
- Team SII：陳觀慧、陳思、戴萌、蔣芸、孔肖吟、李宇琪、莫寒、錢蓓婷、邱欣怡、孫芮、溫晶婕、吳哲晗、徐晨辰、許佳琪、趙嘉敏、張語格

許佳琪首次擔任選拔Center。蔣芸、孫芮、溫晶婕首次參與選拔。

### 浪漫聖誕夜
（Center：万丽娜）
- Team NII：陳佳瑩、馮薪朵、龔詩淇、胡思奕、黃婷婷、鞠婧禕、林思意、陸婷、羅蘭、孟玥、萬麗娜、王依君、徐言雨、易嘉愛、曾艷芬、趙粵

Team NII首次參與EP錄製。

### 藉口
（Center：赵嘉敏）
- Team SII：陳觀慧、陳思、戴萌、蔣芸、孔肖吟、李宇琪、莫寒、錢蓓婷、邱欣怡、孫芮、溫晶婕、吳哲晗、徐晨辰、許佳琪、趙嘉敏、張語格

### 开拓者
（Center：李宇琪）
- Team SII：陳觀慧、陳思、戴萌、蔣芸、孔肖吟、李宇琪、莫寒、錢蓓婷、邱欣怡、孫芮、溫晶婕、吳哲晗、徐晨辰、許佳琪、趙嘉敏、張語格

### 生命之風
（Center：莫寒、张语格）
- Team SII：陳觀慧、陳思、戴萌、蔣芸、孔肖吟、李宇琪、莫寒、錢蓓婷、邱欣怡、孫芮、溫晶婕、吳哲晗、徐晨辰、許佳琪、趙嘉敏、張語格

## 軼事
- 胡思奕、王依君參與的最後一張EP。

## 脚注
1. ↑  出品方为天津北洋音像出版社